# Zdzisław Kasprzak
Zdzisław Kasprzak (Poznań, 16 de dezembro de 1910 - Poznań, 5 de agosto de 1971) é um ex-basquetebolista polonês que integrou a seleção polonesa que competiu nos VI Jogos Olímpicos de Verão realizados em Berlim em 1936.